# Canton de Nantes-2
Le canton de Nantes-2 est une circonscription électorale française située dans le département de la Loire-Atlantique (région Pays de la Loire).

## Histoire
Le canton a été créé le 15 février 1790. Il a été modifié en 1801,.
Il a été modifié par décret du 23 juillet 1973 redécoupant les sept cantons de Nantes en dix cantons.
Par décret du 25 février 2014, le nombre de cantons du département est divisé par deux, avec mise en application aux élections départementales de mars 2015. Le canton de Nantes-2 est conservé et voit ses limites territoriales remaniées.

## Représentation

### Conseillers d'arrondissement (de 1833 à 1940)
| Période                                  | Période | Identité                               | Étiquette    | Qualité |
| ---------------------------------------- | ------- | -------------------------------------- | ------------ | --- |
| 1833                                     | 1845    | Mathurin Jean Chéguillaume (1772-1857) |              | Premier adjoint au maire de Nantes                                                                          |
|                                          |         |                                        |              | |
| 1880                                     | 1892    | Charles Pellerin de La Vergne          | Droite       | Propriétaire à Carquefou                                                                                    |
| 1892                                     |         | Alfred Paillard                        | Républicain  | Docteur en médecine, secrétaire général de la Ligue de l'Enseignement                                       |
|                                          |         |                                        |              | |
| 1904                                     | 1910    | François Joüon (1867-1942)             | Conservateur | Avocat à Nantes                                                                                             |
| 1910                                     | 1919    | Rogatien Millet (1845-1919)            | Radical      | Jardinier et propriétaire, adjoint spécial de la section de Doulon, Nantes                                  |
| 1919                                     | 1928    | Édouard Alusson                        | RG           | Entrepreneur en peinture, Doulon                                                                            |
| 1928                                     | 1940    | Raymond Rolland                        | PDP          | Employé aux Batignolles (compagnie de construction de locomotives à Nantes)                                 |
| 1940                                     |         |                                        |              | Les conseils d'arrondissement ont été suspendus par la loi du 12 octobre 1940 et n'ont jamais été réactivés |
| Les données manquantes sont à compléter. |         |                                        |              | |

### Conseillers généraux de 1833 à 2015
| Période      | Période                   | Identité                                        | Étiquette                | Qualité |
| ------------ | ------------------------- | ----------------------------------------------- | ------------------------ | --- |
| 1833         | 1837 (décès)              | Louis Rousseau de Saint-Aignan                  | Majorité gouvernementale | Militaire - Pair de France Propriétaire à Saint-Aignan Député (1819-1823, 1827-1830) Ancien maire de Nantes (1815) |
| 1837         | 1841 (démission)          | Gervais François Clémansin du Maine (1775-1855) |                          | Propriétaire, adjoint au maire de Nantes Ancien commissaire de marine de première classe                           |
| 1841         | 1845                      | Charles Nicolas Marie Le Sant                   |                          | Propriétaire à Nantes                                                                                              |
| 1845         | 1848                      | Comte Rogatien Louis Olivier de Sesmaisons      |                          | Propriétaire à Nantes                                                                                              |
| 1848         | 1852                      | Alphonse Galbaud du Fort                        |                          | Propriétaire, conseiller municipal de Nantes                                                                       |
| 1852         | 1864                      | Auguste Xavier Bacqua                           |                          | Propriétaire, docteur en médecine à Nantes                                                                         |
| 1864         | 1871                      | Henri Baillardel de Lareinty                    | Droite Monarchiste       | Ancien délégué de la Martinique                                                                                    |
| 1871         | 1877                      | René de Cornulier                               | Droite Monarchiste       | Officier de marine Maire de Nantes (1874)                                                                          |
| 1877         | 1883                      | Evariste Colombel (1838-1894)                   | Républicain              | Avocat, maire de Nantes (1881-1885)                                                                                |
| 1883         | 1892 (décès)              | Paul de Cornulier-Lucinière                     | Droite                   | Officier de la Marine Nationale Propriétaire du domaine des Bretaudières à Saint-Philbert-de-Grand-Lieu            |
| 1892         | 1901                      | Marie Charles Jules de la Laurencie             | Droite                   | Ancien officier, conseiller municipal de Nantes                                                                    |
| 1901         | 1904 (décès)              | Vincent Joüon                                   | Conservateur             | Propriétaire à Nantes                                                                                              |
| 1904         | 1908                      | Adolphe Giraudeau (1837-1913)                   | Droite Monarchiste       | Bâtonnier de l'ordre des avocats de Nantes                                                                         |
| 14 juin 1908 | 1913                      | Eugène Le Brun                                  | Rad.                     | Architecte Conseiller municipal de Nantes                                                                          |
| 1913         | 1925                      | Eugène Joüon (1875-1931)                        | Rad.                     | Médecin à Nantes                                                                                                   |
| 1925         | 1935 (décès)              | Ernest Dalby                                    | SFIO                     | Typographe, puis employé de commerce Adjoint au maire de Nantes                                                    |
| 1935         | 1941 (démission d'office) | Auguste Pageot                                  | SFIO                     | Contrôleur des PTT Député (1936-1942) Maire de Nantes (1935-1940) Révoqué par le Gouvernement de Vichy             |
|              |                           |                                                 |                          | |
| 1943         | 1945                      | Henry Orrion                                    |                          | Chef d'entreprise Président de la délégation spéciale de Nantes (1942-1944) Nommé conseiller départemental en 1943 |
|              |                           |                                                 |                          | |
| 1945         | 1947 (décès)              | Ferdinand Le Floch                              | PRL                      | Comptable |
| 4 mai 1947   | 1964                      | Michel Raingeard                                | RPF puis CNIP            | Professeur de lettres classiques Député (1951-1958)                                                                |
| 1964         | 1994                      | Paul Guillard                                   | CNIP                     | Maraîcher Sénateur (1965-1983)                                                                                     |
| 1994         | 2001                      | Annick du Roscoät                               | CNIP                     | Conseillère municipale de Nantes Conseillère régionale                                                             |
| 2001         | 2015                      | Michelle Meunier                                | PS                       | Éducatrice de jeunes enfants Adjointe au maire de Nantes (1989-2011) Sénatrice depuis 2011                         |

### Conseillers départementaux depuis 2015
| Période élective | Période élective | Mandat | Mandat   | Identité          | Nuance | Nuance | Qualité |
| ---------------- | ---------------- | ------ | -------- | ----------------- | ------ | ------ | --- |
| 2015             | 2021             | 2015   | 2021     | Françoise Haméon  |        | LREM   | Conseillère régionale (2004-2010 et 2012-2015) Ancienne conseillère municipale de Châteaubriant                                       |
| 2015             | 2021             | 2015   | 2021     | David Martineau   |        | PS     | Economiste 10e adjoint au maire de Nantes jusqu'en 2020                                                                               |
| 2021             | 2028             | 2021   | en cours | Ombeline Accarion |        | EELV   | Professeure des écoles, 7e vice-présidente du conseil départemental, chargée des personnes en situation de handicap et de l'autonomie |
| 2021             | 2028             | 2021   | en cours | David Martineau   |        | PS     | Conseiller sortant |

### Résultats détaillés

#### Élections de mars 2015
À l'issue du 1er tour des élections départementales de 2015, deux binômes sont en ballottage : Françoise Haméon et David Martineau (PS, 35,88 %) et Jérôme Duchesne et Stéphanie Léauté (Union de la Droite, 24,24 %). Le taux de participation est de 49,99 % (12 379 votants sur 24 763 inscrits) contre 50,7 % au niveau départemental et 50,17 % au niveau national.
Au second tour, Françoise Haméon et David Martineau sont élus avec 57,13 % des suffrages exprimés et un taux de participation de 47,18 % (6 230 voix pour 11 684 votants et 24 765 inscrits).
Françoise Haméon, élue comme socialiste, est adhérente à La République en Marche depuis 2017.

#### Élections de juin 2021
Le premier tour des élections départementales de 2021 est marqué par un très faible taux de participation (33,26 % au niveau national). Dans le canton de Nantes-2, ce taux de participation est de 33,3 % (8 832 votants sur 26 519 inscrits) contre 31,09 % au niveau départemental. À l'issue de ce premier tour, deux binômes sont en ballottage : Ombeline Accarion et David Martineau (Union à gauche avec des écologistes, 43,57 %) et David L'Hour et Alexandra Monet (DVD, 22,99 %).
Le second tour des élections est marqué une nouvelle fois par une abstention massive équivalente au premier tour. Les taux de participation sont de 34,36 % au niveau national, 32,4 % dans le département et 35,08 % dans le canton de Nantes-2. Ombeline Accarion et David Martineau (Union à gauche avec des écologistes) sont élus avec 61,57 % des suffrages exprimés (5 531 voix pour 9 303 votants et 26 521 inscrits),,. 

## Composition

### Composition de 1973 à 2015

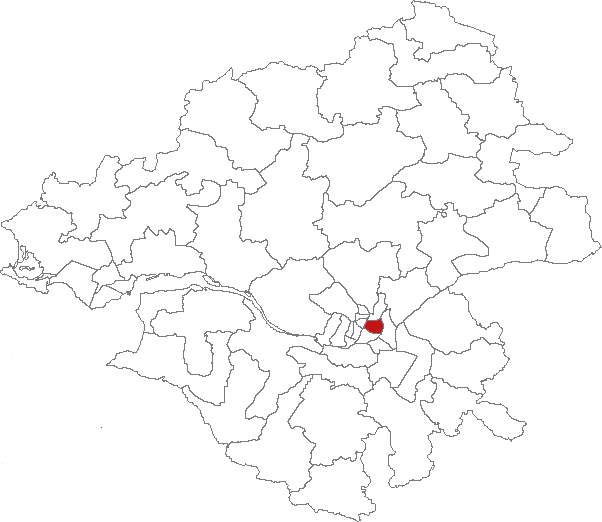
Situation du canton de Nantes-2 dans le département de la Loire-Atlantique avant 2015.

À la suite du redécoupage de 1973, le canton de Nantes-II comprend la portion du territoire de la ville de Nantes déterminée par l'axe des voies ci-après : cours de l'Erdre (du pont Morand au pont de la Tortière), boulevard des Belges (numéros impairs), boulevard des Poilus (numéros impairs), boulevard de Doulon (numéros impairs), boulevard de Mauves (numéros impairs), cours de la Loire, canal Saint-Félix, cours John-Kennedy, rue de Strasbourg (numéros pairs), place du Port-Communeau (numéro 7).
Au cours de cette période, le canton englobait l'actuel quartier Malakoff - Saint-Donatien.

### Composition depuis 2015
| Nom                            | Code Insee | Intercommunalité | Superficie (km2) | Population (dernière pop. légale)                 | Densité (hab./km2) | Modifier                                    |
| ------------------------------ | ---------- | ---------------- | ---------------- | ------------------------------------------------- | ------------------ | ------------------------------------------- |
| Nantes (bureau centralisateur) | 44109      | Nantes Métropole | 65,19            | Fraction : 43 705 (2022) Commune : 325 070 (2022) | 4 987              | modifier les données · modifier les données |
| Canton de Nantes-2             | 4412       |                  |                  | 43 705 (2022)                                     |                    | modifier les données                        |

Le canton de Nantes-2, qui couvre désormais 10 km2, est composé de la partie de la commune de Nantes située à l'intérieur du périmètre défini par l'axe des voies et limites suivantes : cours de la Loire (bras de la Madeleine), canal Saint-Félix, quai Malakoff, pont de la Rotonde, cours John-Kennedy, boulevard de Stalingrad, rue de Coulmiers, impasse Philibert, ligne droite dans le prolongement de l'avenue Ludovic-Cormerais, avenue Ludovic-Cormerais, rue des Rochettes, rue d'Aurelle-de-Paladines, rue de Coulmiers, rue Gaston-Turpin, rue de Courson, rue du Général-Buat, avenue Chanzy, rue de l'Amiral-Ronarc'h, rue de la Béraudière, rue François-Farineau, rue Desaix, place Waldeck-Rousseau, pont Général-de-la-Motte-Rouge, cours de l'Erdre, chemin de halage, rue du Port-Boyer, rue de la Cornouaille, rond-point des Combattants-d'Indochine, rue des Marsauderies, rue du Croissant, rue des Maraîchers, rue du Petit-Bel-Air, rue du Croissant, route de Sainte-Luce, rue Jean-Julien-Lemordant, rue Joseph-Doury, ligne droite dans le prolongement de l'avenue Praud, avenue Praud, boulevard Auguste-Peneau, rue de la Pâture, ligne de chemin de fer, jusqu'à la limite territoriale de la commune de Sainte-Luce-sur-Loire.

#### Bureaux de vote
Le scrutin des 22 et 29 mars 2015 s'est déroulé dans 28  bureaux de vote répartis dans 7 écoles primaires publiques de la ville :
- école maternelle Henri-Bergson ;
- école maternelle Louis-Guiotton ;
- école primaire Gay-Lussac ;
- école maternelle Agenêts ;
- école élémentaire François-Dallet ;
- école élémentaire Coudray ;
- école maternelle Port-Boyer.

## Démographie

### Démographie avant 2015
| 1962 | 1968 | 1975 | 1982 | 1990   | 1999   | 2006   | 2011   | 2012   |
| ---- | ---- | ---- | ---- | ------ | ------ | ------ | ------ | ------ |
| -    | -    | -    | -    | 29 560 | 33 737 | 33 732 | 34 090 | 34 275 |

### Démographie depuis 2015
En 2022, le canton comptait 43 705 habitants, en évolution de +8,23 % par rapport à 2016 (Loire-Atlantique : +6,68 %, France hors Mayotte : +2,11 %).
| 2013   | 2018   | 2022   |
| ------ | ------ | ------ |
| 38 851 | 41 237 | 43 705 |